# FK Mesto Prievidza
Le FK Mesto Prievidza est un club de football slovaque basé à Prievidza.

## Historique

Ancien logo du HFK Prievidza

- 1919 - fondation du club sous le nom de PAC Prievidza
- 1928 - SK Prievidza
- 1943 - SOHG Prievidza
- 1948 - Sokol Prievidza
- 1949 - Sokol Carpathia Prievidza
- 1954 - fusion de Banik Novaky et Banik Prievidza
- 1961 - TJ Banik Prievidza
- 1994 - MFK Prievidza
- 1995 - FK Petrimex Prievidza
- 1998 - FK Banik Prievidza
- 2003 - HFK Prievidza
- 2008 - FK Mesto Prievidza